# General Talk and Do
General Talk and Do (en français : « général Parle et fait ») est un chef de guerre séparatiste camerounais. Principalement actif dans le département du Bui de la région du Nord-Ouest du Cameroun, il dirige l'Armée d'État de l'Ambazonie (AEA), un groupe armé séparatiste et membre des Bui Warriors. Ses hommes contrôlent une partie du village de Kikaikom depuis 2018, utilisant leur position pour taxer le trafic local et tendre des embuscades aux forces gouvernementales dans le cadre de la crise anglophone au Cameroun.

## Biographie

### Premiers engagements (2016-2017)
L'homme qui adopte finalement le pseudonyme « Général Talk and Do » affirme avoir participé aux manifestations de 2016-2017 au Cameroun anglophone, avant d'être déçu par la réponse des autorités. Selon l'un de ses messages audio, il participe à une marche de protestation à Kumbo au cours de laquelle les manifestants avaient demandé au chef traditionnel du peuple Nso, Fon Sehm Mbinglo II, d'écouter leurs doléances. Cependant, le fon rejette les demandes des manifestants.

### Lutte armée (depuis 2017)
À partir de 2017, les régions du Nord-Ouest et du Sud-Ouest du Cameroun sont devenues le théâtre d'un conflit armé opposant le gouvernement camerounais à divers groupes séparatistes,. Ayant rejoint l'insurrection dès le début, le general Talk and Do s'élève progressivement au rang de chef rebelle majeur. Son titre autoproclamé et son pseudonyme sont typiques des commandants séparatistes, utilisés pour susciter le respect et la peur. General Talk and Do établit son bastion à Kikaikom, près de Kumbo, ; son groupe armé est surnommé « Armée d'État de l'Ambazonie » (AEA), mais est également connue sous le nom de « Kikaikom Boys ». Le groupe armé du général Talk and Do faisait quant à elle partie des Bui Warriors, un groupe membre du Conseil d'autodéfense de l'Ambazonie. Lui et ses hommes instaurent une taxe pour les chauffeurs locaux du marché de Mbven à partir de 2018, les obligeant à payer un péage lorsqu'ils traversaient les zones rebelles.
Lorsque la crise du leadership ambazonien éclate, le general Talk and Do et l'armée d'État de l'Ambazonie (AEA) prête allégeance à la faction de Samuel Ikome Sako du gouvernement intérimaire de l'Ambazonie. En août 2022, le général Bouba Dobekreo affirme faussement que ses hommes avaient tué le general Talk and Do. En octobre 2023, le general Talk and Do interdit toute circulation civile sur la route Tobin-Kumbo après que le Conseil de Kumbo ordonne aux conducteurs locaux de cesser de payer des taxes aux séparatistes de la région.
En janvier 2024, le general Talk and Do décrète un couvre-feu dans le district de Tobin, déclarant que personne n'était autorisé à quitter Tobin sous peine de mort. Il déclare qu'il s'agissait d'une réponse au nouveau système fiscal annoncé pour Tobin par les autorités locales, General Talk and Do affirmant que cette réforme était une forme d'« exploitation dans sa zone de commandement ». Des séparatistes liés à General Talk and Do enlèvent également trois enseignants et plusieurs étudiants en juin, exigeant une rançon de 2 millions de francs CFA par enseignant. En octobre, le général Talk and Do et son groupe armé organisent un défilé à Kikaikom pour célébrer l'anniversaire de la déclaration d'indépendance de l'Ambazonie. En novembre, l'armée d'État de l'Ambazonie tendent une embuscade dans la plaine de Mbaw à Ndu, tuant un soldat et deux civils. Le même mois, General Talk and Do diffuse un message audio déclarant que le festival de Ngonnso est interdit en raison du fait que le Fon des Nso, Sehm Mbinglo II s'est rangé du côté du gouvernement camerounais dans le conflit.
En mars 2025, le general Talk and Do tend une embuscade à une unité de patrouille conjointe à Mbiame, tuant un officier de police.